# Tempelj obeliskov
Tempelj obeliskov (francosko Temple aux Obelisques, arabsko معبد الأنصاب, latinizirano: maebad al'ansab), znan tudi kot tempelj v obliki črke L in Rešefov tempelj, je bil pomemben tempelj iz bronaste dobe na območju svetovne dediščine Biblos. Velja za »morda najbolj spektakularno« od antičnih zgradb Biblosa. Je najbolje ohranjena zgradba v arheološkem najdišču Biblos.
Skoraj vsi artefakti, najdeni med izkopavanji templja, so razstavljeni v Narodnem muzeju v Bejrutu. Izkopaval ga je francoski arheolog Maurice Dunand v letih 1924–73. Prvotni tempelj je zdaj sestavljen iz dveh delov: osnova je znana kot tempelj v obliki črke L, vrh pa je znan kot tempelj obeliskov; slednji je bil med izkopavanji Mauricea Dunanda premaknjen 40 metrov vzhodno.
Dunand je odkril 1306 figuric iz Biblosa – ex-voto daritve, vključno s figurinami iz fajanse, orožjem in na desetine figuric iz brona z zlatimi lističi – ki so postale otrok plakata libanonskega ministrstva za turizem.

## Opis

### Baza: tempelj v obliki črke L
Tempelj v obliki črke L je bil zgrajen okoli leta 2600 pr. n. št., dve stoletji po izgradnji templja Baalat-Gebal (približno 100 m zahodno). Dunand ga je poimenoval tempelj v obliki črke L, saj sta bili njegovi dve sobi in dvorišče urejeni v takšni obliki.
Tempelj je imel dobro zgrajene zidove in templje, v nasprotju s poznejšim templjem obeliskov. Domneva se, da je bil tempelj v obliki črke L požgan ob koncu zgodnje bronaste dobe.

### Zgoraj: tempelj obeliskov
Tempelj obeliskov je bil zgrajen okoli leta 1600 pr. n. št. na vrhu templja v obliki črke L, pri čemer je ohranil svoj splošni obris. Ime templja, ki ga je dal Dunand, se nanaša na številne obeliske in stoječe kamne, ki so na dvorišču okoli cele. Abišemov obelisk je bil interpretiran tako, da vključuje posvetilo Rešefu, kanaanskemu vojnemu bogu, čeprav je to sporno. Drugi obelisk ima hieroglifski napis srednje bronastodobnemu kralju Biblosa Ibišemu, ki hvali egiptovskega boga Herišefa.
Ker je bil zgrajen na vrhu templja v obliki črke L, je moral Dunand ta zgornji tempelj razstaviti in premakniti, da bi izkopal tempelj v obliki črke L pod njim.
V nasprotju s templjem v obliki črke L pod njim je bil tempelj obeliskov zgrajen z nepravilnimi stenami.

## Sodobna identifikacija in izkopavanje
Tempelj je prvi identificiral Dunand. Večina najdenih obeliskov je bila pod zemljo v svojih prvotnih položajih, pokonci, medtem ko je bilo nekaj drugih odkritih zakopanih v favisi (prostor za votivne darove).
- 1959 pogled na bazo in vrh templja
- Montetov diagram arheološkega najdišča Biblos iz leta 1924
- Montetov diagram templjev v Biblosu iz leta 1924
- Figurine iz Biblosa
- Abišemov obelisk

### Arheološka poročila
- Dunand, Maurice (1937). Fouilles de Byblos: Atlas : 1926-1932. P. Geuthner.

## Druga literatura
- Finkbeiner, Uwe [v nemščina] (1981). Untersuchungen zur Stratigraphie des Obeliskentempels in Byblos: Versuch einer methodischen Auswertung. G. Mann.
- Miniaci, Gianluca. Deposit f (Nos. 15121–15567) in the Obelisk Temple at Byblos: Artefact Mobility in the Middle Bronze Age I–II (1850–1650 BC) between Egypt and the Levant, Aegypten und Levante 28, 379-408.
- Sala, Maura (2008). »Temple En L A Biblo« (PDF). Vicino Oriente. Zv. XIV. str. 61–87.